# Mordellistena mississippiensis
Mordellistena mississippiensis es una especie de coleóptero de la familia Mordellidae.

## Distribución geográfica
Habita en Estados Unidos.